# Ludmila Mojžíšová
Ludmila Mojžíšová (25. října 1932 Užhorod – 3. ledna 1992 Praha) byla česká fyzioterapeutka, významná osobnost české rehabilitace 20. století. Byla známá především tím, že se zaměřovala na léčbu neplodnosti.

## Životopis
Narodila se v Užhorodě v Podkarpatské Rusi, která byla do roku 1938 součástí Československa. Jejím otcem byl kamnář Karel Havel, který sem odešel za prací a oženil se s Rusínkou. Před 2. světovou válkou odjela s rodiči a bratrem do Čech, kde se usadili v Opočně. Po válce Ludmila chodila do rodinné a později střední zdravotní školy. Jako zdravotní sestra nastoupila na transfúzní stanici v Pardubicích. Zde také sportovala v dívčí čtyřveslici místního klubu Arosa. Krátce poté odešla do Prahy. V roce 1955 začala pracovat jako zdravotní sestra ve Výzkumném ústavu tělovýchovném v Tyršově domě na Újezdě, kde setrvala po zbytek svého života. Z výzkumu po několika letech přestoupila do ordinace pro studenty, následně zde pracovala jen napůl a druhou polovinu na oddělení fyzioterapie. Také byla dvacet let asistentkou oddělení rehabilitace na katedře tělovýchovného lékařství a zdravotní tělesné výchovy Fakulty tělesné výchovy a sportu Univerzity Karlovy.
Zabývala se odstraňováním funkčních poruch pohybového systému a vyvinula postupně vlastní metodu. Metoda spočívá v kombinaci vyrovnávacích cvičení, mobilizací žeber a uvolňování kostrče per rectum. Nejprve k ní chodili především sportovci, mezi kterými byli např. tenisté Jan Kodeš a Jiří Hřebec, atletky Jarmila Kratochvílová, Taťána Kocembová a Helena Fibingerová. Kromě sportovců k ní chodili i tanečníci, hudebníci, dirigenti a herci jako např. tanečník Vlastimil Harapes nebo herec Jaromír Hanzlík. Mojžíšová později působila jako zdravotník na řadě vrcholných soutěží včetně olympiády. Po olympijských hrách v Montrealu k ní zavedli i kubánského sportovce Alberta Juantorenu, který ji pak chválil před novináři.

### Léčba sterility a gynekologických potíží
V roce 1971 pro Mojžíšovou započalo její úspěšné tažení v léčbě sterility a gynekologických potíží. Pomáhala ženám, které měly potíže s otěhotněním a přitom ani jednomu z partnerů lékaři nezjistili hormonální poruchu. Doporučila jim cviky uvolňující svalové křeče pánevního dna a také další svaly a kostrč. Vymyslela i cviky pro muže se špatnou kvalitou či množstvím spermií. Informace o metodě paní Mojžíšové roznesla a ženy s obdobnými potížemi u ní začaly vyhledávat pomoc. Mojžíšová zjistila, že odstranění funkčních poruch pohybového systému má u léčených jedinců řadu pozitivních účinků: zmírnění bolestí hlavy, menstruačních bolestí, nepravidelností menstruačního cyklu aj. Její specialitou bylo tzv. „rovnání zadků”. Zjistila, že při poruchách páteře se u mnoha lidívyskytuje vychýlení kostrče. Právě z tohoto konkrétního objevu vyšla s tím jak pomoci neplodným ženám.
V roce 1977, kdy již úspěšně pomohla desítkám žen, začala spolupracovat s gynekologem prof. Evženem Čechem z pražské porodnice u Apolináře, aby se podařilo metodu lépe ověřit. Čech jí vybíral vhodné ženy pro tento způsob léčby. V roce 1983 o její pomoci ženám napsal Jan Dobiáš článek pro Mladý svět. Článek zaznamenal veliký ohlas a Mojžíšové začaly chodit stovky dopisů z celého Československa. V této době začala spolupracovat s profesorem Jiřím Tichým z neurologické kliniky VFN v Praze. Jejich společná práce nesla název Syndrom bolesti v zádech. Vytvořili studii, kde ze skupiny 105 sterilních (neplodných) žen, které se léčily její metodou – otěhotnělo 35%. Veřejnosti svoje úspěchy poprvé prezentovala v roce 1984 na celostátním sjezdu gynekologů v Bratislavě.
I nadále pomáhala sportovcům. Dokonale znala celé tělo, souvislosti mezi svaly a klouby a řetězením obtíží. Své poznatky však popisovala jazykem, který byl nepřijatelný pro oficiální medicínu. Byla známá svérázným způsobem komunikace, kdy většině lidí tykala. K samotným lékařům byla kritická. Nedůvěřovala jim a oni zase, až na výjimky, neměli rádi ji. Někteří ji nazývali i šarlatánkou. V 70. a 80. letech marně bojovala za oficiální uznání svých léčebných metod s úředníky z Ministerstva zdravotnictví. V roce 1986 ministerstvo zdravotnictví kvůli tlaku pacientek její metodu alespoň označilo za doplňkovou léčbu. Od 80. let zaškolovala rehabilitační pracovnice, kterých později vyškolila téměř dvě stě. Zájem o její metodu však vůbec neprojevily lázně, kde se léčila ženská neplodnost a gynekologické potíže. Až rok po pádu komunistického v roce 1990 na doporučení prof. MUDr. Vladimíra Jandy (odborníka v oboru rehabilitace) byla metoda schválena jako “Rehabilitační léčba některých druhů ženské sterility metodou L. Mojžíšové”. Tehdy však již Mojžíšová bojovala s rakovinou prsu, s níž kvůli své nedůvěře v lékaře podcenila včasnou léčbu.
Krátce po převratu odjela na turné pro ženy do Spojených států. Po návratu odjela kvůli zdravotním potížím rovnou do nemocnice. Byla také rozladěná z nevydařeného pobytu v zahraničí a nešťastná, že se její metodu stále nedaří uvést do praxe. Rakovina ji metastazovala do páteře. Poslední roky se léčila doma. Zemřela 3. ledna 1992 ve věku 59 let.

### Osobní život
Byla vdaná. Ovdověla v roce 1979. Z manželství se narodila dcera Jana Mojžíšová.

## Pocta a knihy
Ještě za jejího života o ní Dana Emingerová napsala: „Od roku 1983, kdy vyšel první článek, prošlo jejíma rukama přesně 1528 žen, z nichž 684 otěhotněly. Byly mezi nimi i ty, jež se o mateřství marně pokoušely víc než deset let. Dnes má paní Mojžíšová narozených 507 dětí a další jsou na cestě. Její pokračovatelé v Brně jich porodili už víc než stovku.”
O metodě Ludmily Mojžíšové vyšlo několik knih.
- Olga Strusková, Jarmila Novotná – Metoda Ludmily Mojžíšové: Cesty k přirozenému těhotenství – 10 cviků pro fyzické a duševní zdraví (XYZ, 2007)
- Olga Strusková, Jarmila Novotná – Metoda Ludmily Mojžíšové od A do Z (2017)[12]
- Jan Hnízdil  – Léčebně rehabilitační postupy Ludmily Mojžíšové
- Rokyta a kol. – Rehabilitační metoda Ludmily Mojžíšové očima fyziologa

Na konci října v roce 2002 v den jejích nedožitých narozenin, sloužil Tomáš Halík za Ludmilu Mojžíšovou v pražském kostele sv. Salvátora zádušní mši. Přišlo tolik lidí, že se málem do kostela všichni nedostali.